# دیون کونروی
دیون کونروی (انگلیسی: Dion Conroy؛ زادهٔ ۱۱ دسامبر ۱۹۹۵) بازیکن فوتبال اهل بریتانیا است.
از باشگاه‌هایی که در آن بازی کرده‌است می‌توان به باشگاه فوتبال چلسی اشاره کرد.